# Witalij Buc
Witalij Buc, ukr. Виталий Буц (ur. 24 października 1986 w Mikołajowie) – ukraiński kolarz szosowy, zawodnik profesjonalnej grupy Kolss Cycling Team.

## Najważniejsze osiągnięcia
- 2008
  - 1. miejsce w Giro delle Regioni
    - 1. miejsce na 6. etapie
- 2009
  - 3. miejsce w Tour of Hainan
    - 1. miejsce na 1. etapie
- 2013
  - 5. miejsce w Tour of Taihu Lake
  - 1. miejsce w Grand Prix of Sochi
    - 1. miejsce na 4. etapie

  - 1. miejsce w Dookoła Rumunii
    - 1. miejsce na 5. etapie

  - 2. miejsce w mistrzostwach Ukrainy (start wspólny)
  - 1. miejsce w Mayor Cup
  - 1. miejsce na 1. etapie Tour of Szeklerland
  - 1. miejsce na 1b etapie Tour of Bulgaria
  - 1. miejsce na 1. etapie Five Rings of Moscow
  - 1. miejsce na 3. etapie GP Adygeja
- 2014
  - 2. miejsce w Tour of China I
    - 1. miejsce na 4. etapie

  - 2. miejsce w Tour d’Azerbaïdjan
  - 1. miejsce w mistrzostwach Ukrainy (start wspólny)
  - 1. miejsce w Race Horizon Park 1
  - 1. miejsce na 5. etapie Grand Prix of Sochi
- 2015
  - 5. miejsce w Tour of Taihu Lake
  - 1. miejsce w Black Sea Cycling Tour
    - 1. miejsce na 1. i 2. etapie

  - 1. miejsce w Grand Prix of Vinnytsia
  - 1. miejsce w Odessa Grand Prix 2
  - 2. miejsce w Tour of Mersin
    - 1. miejsce na 4. etapie

  - 2. miejsce w Tour of Małopolska
  - 3. miejsce w Wyścig Solidarności i Olimpijczyków
- 2016
  - 1. miejsce na 4. etapie Tour of Qinghai Lake
  - 2. miejsce w mistrzostwach Ukrainy (start wspólny)
  - 1. miejsce w Belgrad-Banjaluka I
  - 1. miejsce w Horizon Park Race for Peace
  - 2. miejsce w Tour de Slovaquie
  - 2. miejsce w Tour of Ukraine
- 2021
- 1. miejsce w klasyfikacji górskiej Presidential Cycling Tour of Turkey